# Gorillas
Pour les articles homonymes, voir The Gorillas et Gorillaz.
Gorillas est une entreprise allemande quick commerce, organisant la livraison de courses à domicile à partir des dark stores.

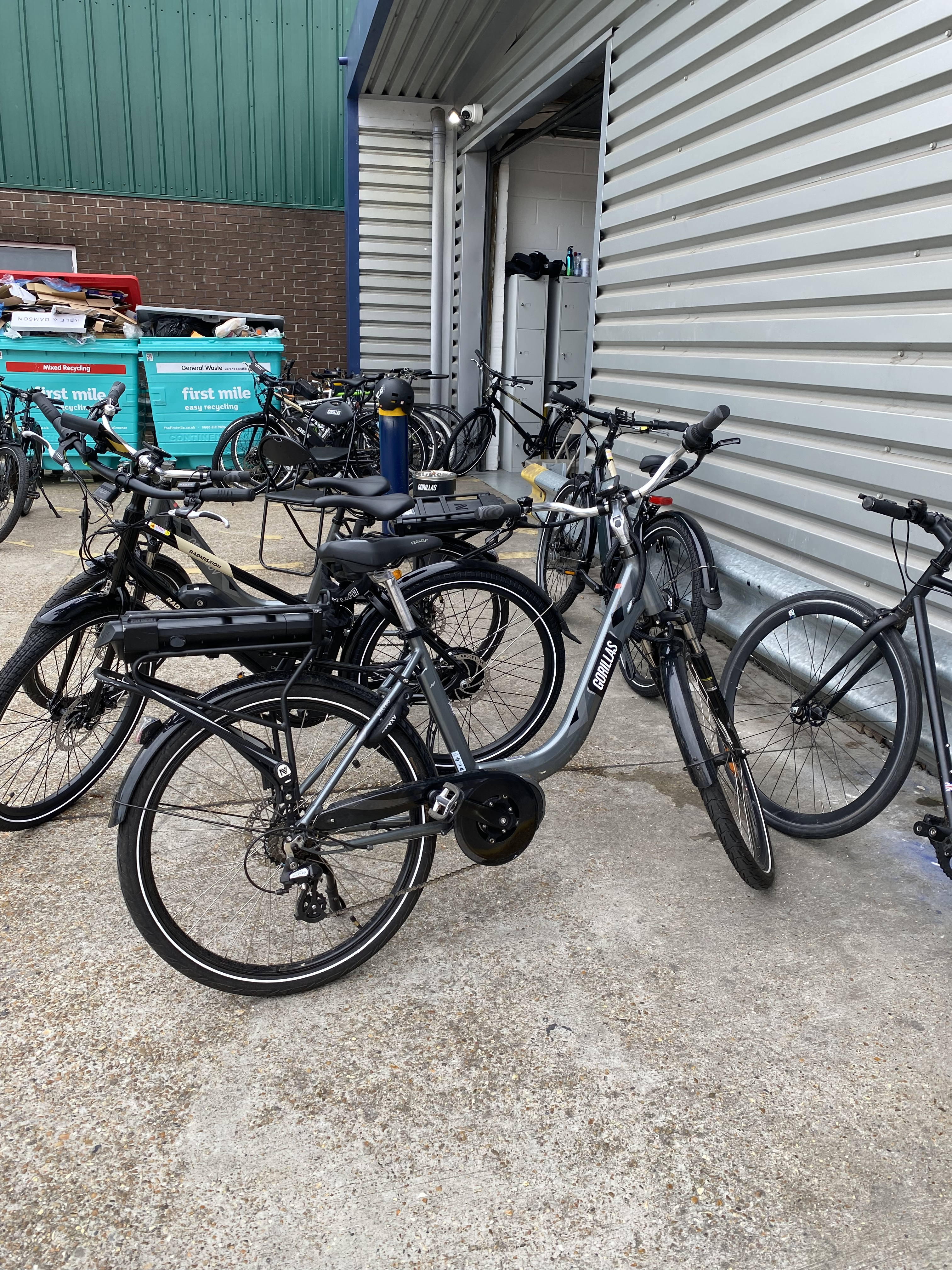
vélo Gorillas devant un dark store.

## Histoire
En décembre 2020, Gorillas lève un financement de 44 millions d'euros.
En octobre 2021, Gorillas signe un partenariat avec Tesco pour lui permettre l'accès de produits de Tesco. Le même mois, Gorillas annonce avoir levé un milliard de dollars, permettant à Delivery Hero de posséder une participation de 8 % pour 235 millions de dollars,.
En novembre 2021, Gorillas et le groupe Casino signent un accord de partenariat permettant l'accès à certains produits du groupe Casino pour la livraison par Gorillas. Cette année là, l'entreprise lève environ un milliard d'euros.
En janvier 2022, Gorillas annonce être en phase finale de discussion pour le rachat de Frichti, valorisé « autour de 250 millions d'euros ».
En mai 2022, l'entreprise annonce la suppression de 300 emplois administratifs.
En décembre 2022, Getir annonce l'acquisition de Gorillas pour 1,2 milliard de dollars.

## Modèle économique
Gorillas propose une application qui permet la livraison de courses à domicile en quelques minutes.
Les livreurs (à vélo, scooter électrique ou en cargo) sont employés en tant que salariés avec un contrat CDI, comparé à ses concurrents Uber Eats ou Deliveroo, qui livrent d'ailleurs historiquement plutôt des repas que des courses, au lieu de les embaucher en micro-entrepreneur.

## France
En France, le premier magasin ouvre en avril 2021 dans le quartier de la Bastille.
En 2022, Gorillas est présent dans cinq villes en France métropolitaine (Paris, Lille, Bordeaux, Nice, Lyon) et compte environ 25 lieux cette année là.
En octobre 2022, à la suite du départ du Général Manager France, Pierre Guionin, Gorillas France repasse sous le contrôle de son fondateur Kagan Sümmer. En novembre, Kagan Summer nomme Victor Ennouchi comme nouveau directeur de Gorillas France.
En novembre 2022, à la suite de l’effondrement d’un bâtiment situé dans la rue Pierre-Mauroy, proche de la place du Général-de-Gaulle de Lille, le magasin a été fermé de façon temporaire le temps de l’enquête et expertises.
En janvier 2023, à la suite de l'acquisition de Gorillas par Getir, Nicolas Musikas reprend la direction de Gorillas et Frichti France en tant que Général Manager. Le départ de  Victor Ennouchi n'est pas officiellement annoncé, cependant il ne fait plus partie des effectifs.
En mars 2023, des mentions de rumeurs de frictions et de négociations laborieuses à la suite de la nomination du nouveau Général Manager France sont publiées. L'article fait état du flou que la direction entretiendrait sur des possibles licenciements.
Fin mars 2023, le Conseil d'Etat somme l'entreprise Gorillas et Frichti de fermer respectivement 6 et 3 de leurs "darkstores".
Pour rappel, en octobre 2023, Gorillas et Frichti  avaient réussis à suspendre une décision judiciaire émise par  la mairie de Paris qui désirait la fermeture pur et simple des « darkstores » à la suite d'un non-respect des plans locaux d'urbanisme.
Le 20 Avril 2023, la société Getir dépose le bilan des trois entreprises françaises à savoir Getir France, Gorillas France et enfin Frichti France. L'information a d'abord été annoncée quelques heures plus tôt aux salariés ensuite Getir s'est dépêchée d'envoyer un communiqué de presse à l'AFP.
Le 2 mai 2023, le Tribunal de Commerce de Paris a placé les trois entreprises sous redressement judiciaire avec une observation de trois mois.
Le 19 juillet 2023, Getir France et Gorillas France sont placés en liquidation judiciaire par le tribunal de commerce.

## Belgique
En ce qui concerne la Belgique, un accord avec l'entreprise a été conclu avec Efarmz. L'entreprise (Gorillas) explique qu'après avoir évalué soigneusement les options, elle a décidé de vendre l'activité de Frichti et Gorillas Belgique à Efarmz. Les clients quant à eux ont été prévenus et pourront continuer à commander via le site Efarmz.

## L'Italie
Le 4 juillet 2022, Gorillas annonce la fermeture définitive de l'Italie.